# Sala sockenkyrka
Sala sockenkyrka är en kyrkobyggnad som tillhör Sala församling i Västerås stift. Kyrkan ligger i nordöstra utkanten av tätorten Sala, väster om Sagån.

## Kyrkobyggnaden
Kyrkan uppfördes omkring år 1300 och bestod då av ett långhus med ett smalare kor i öster. Kyrkans taklag är till stora delar bevarat sedan uppförandet kring år 1282. I takkonstruktionen finns ovanliga tekniska lösningar, hög noggrannhet och raffinerad behuggning. Vapenhusets taklag har daterats till omkring år 1316. Sakristian har en sentida konstruktion. En torntyttare revs 1715. Urtag finns i takstolar som påvisar delar av konstruktionen. Under 1460-talet försågs kyrkorummet med tre stjärnvalv av tegel och vapenhuset försågs med ett kryssvalv av tegel. Strax därefter bemålades de nya valven av Albertus Pictor. Målningarnas motiv är delvis ovanliga och består bl. a. av bilder som har identifierats några av den Yttersta domens femton förebud. Målningarna kalkades över på 1700-talet, men frilades vid en renovering 1931. En korsarm vid långhusets norra sida tillkom 1756. 1761 uppfördes nuvarande sakristia norr om koret. I kyrkans sydvästra hörn finns en runsten inmurad.
Sala sockenkyrka har en unik detalj i sin exteriör, ett utskjutande träämne i korets nordöstra takfot som har ett utsnidat ansikte. Troligen är det remstycket som skjuter ut genom murverket som har snidats ut. Träslaget är furu och har behandlats med tjära. I figurens mun finns tydliga verktygsspår som visar att stämjärn använts. Undersökningar visar att det har funnits ett skulpterat avslut av något slag på motsvarande ställe i sydost. Figurens, eller de ursprungliga två, ikonografiska betydelse är inte fastställd.

## Inventarier
- Dopfunten av sandsten är från 1200-talet och tillhör en grupp funtar som tillskrivs den gotländske mästaren Sigrafr.
- Ett altarskåp är tillverkat omkring år 1520 i mästaren Pasquier Bormans verkstad i Bryssel.
- Nuvarande predikstol tillverkades av O L Dahlman i Västerås och kom på plats 1847. Tidigare predikstol var tillverkad 1646.

### Orgel
- Ett positiv byggdes omkring 1648. 1773 finns det lämningar av det gamla positivet.
- 1761 byggde Jonas Gren & Petter Stråhle, Stockholm en orgel med 8 stämmor och bihängd pedal (en oktav). Orgeln kostade 4000 daler. Ryttmästare Wachschalger betalad 1000 daler.

| Manual        | Pedal (omfång: en oktav) |
| Gedackt 8'    | Bihängd                  |
| Principal 4'  |                          |
| Spetsflöjt 4' |                          |
| Qvinta 3'     |                          |
| Oktava 2'     |                          |
| Scharf 3      |                          |
| Trumpet 8'    |                          |
| Trumpet 4' B  |                          |
| Vox virginea  |                          |

- Nuvarande orgel är tillverkad av E A Setterquist & Son i Örebro och installerad vid ombyggnaden 1889-1890. Orgeln är mekanisk och har fasta kombinationer. Orgeln beställdes av dåvarande Sala Landsförsamling i juli 1889 att bli installerad i augusti 1890. Den kostade 3 600 kr.[3] Den blev besiktigad 23 september 1890 av organisterna Per Erik Dahlström i Sala och Erik Ehlin i V. Lövsta. Ritningen till fasaden utfördes av Intendentämbetets ritare arkitekt Carl Fredrik Ekholm, Stockholm.[4]

| Manual              | Pedal   |
| Borduna 16'         | Bihängd |
| Principal 8'        |         |
| Flûte Harmonique 8' |         |
| Rörflöjt 8'         |         |
| Salicional 8'       |         |
| Oktava 4'           |         |
| Oktava 2'           |         |
| Trumpet 8'          |         |

## Omgivning
- Kyrkogården är omgiven av en mur i söder, väster och norr. I muren finns två stigluckor från 1700-talet. Kyrkogården är utbyggd åt öster mot Sagån och avgränsas där med en häck.
- Nuvarande klockstapel i kyrkogårdens nordöstra hörn är uppförd 1926 efter ritningar av arkitekt Arre Essén. Stapeln har en traditionell utformning för att efterlikna föregående klockstapel som revs 1805. Väggarna är strukna med Falu rödfärg och taket är täckt med tjärade spån. Föregående klockstapel uppfördes åren 1643-1644 men konstaterades vara förfallen vid en inventering 1786. Åren 1805 till 1926, då ingen stapel fanns, hängde kyrkklockorna på låga bockar. Lilla kyrkklockan göts 1739. Stora kyrkklockan göts om 15 juni 1849.

## Bildgalleri

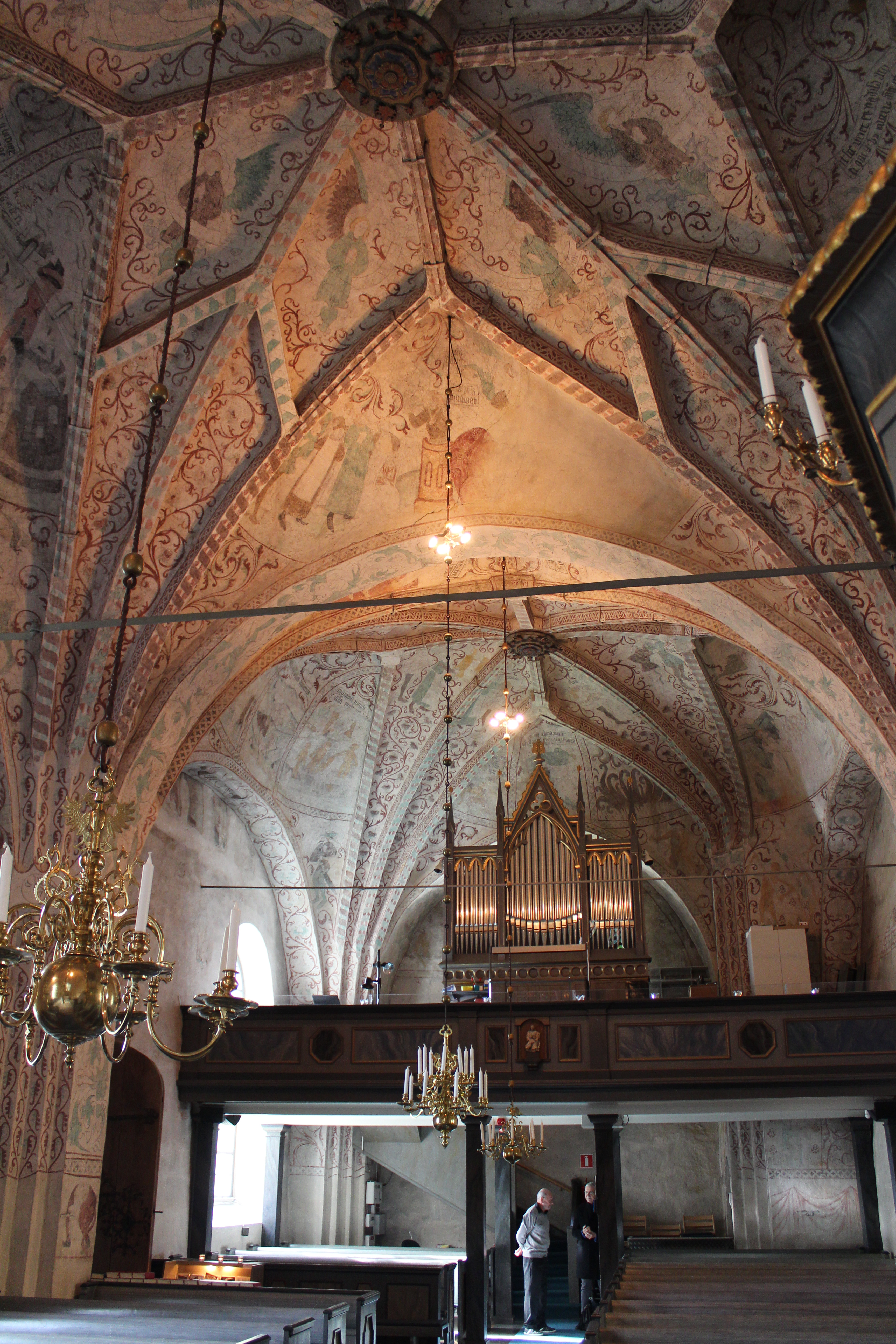
Kyrkorum mot läktare
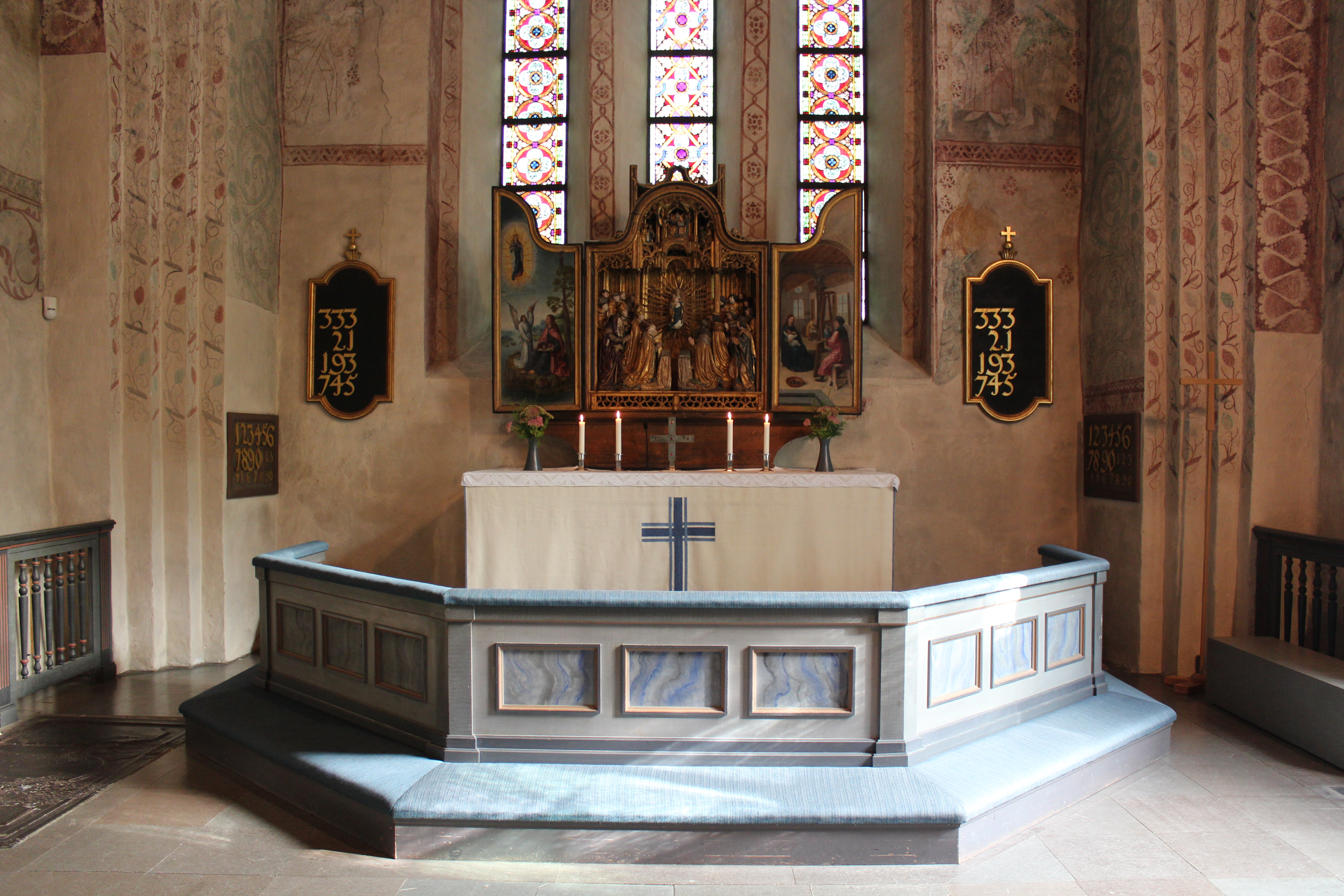
Altare
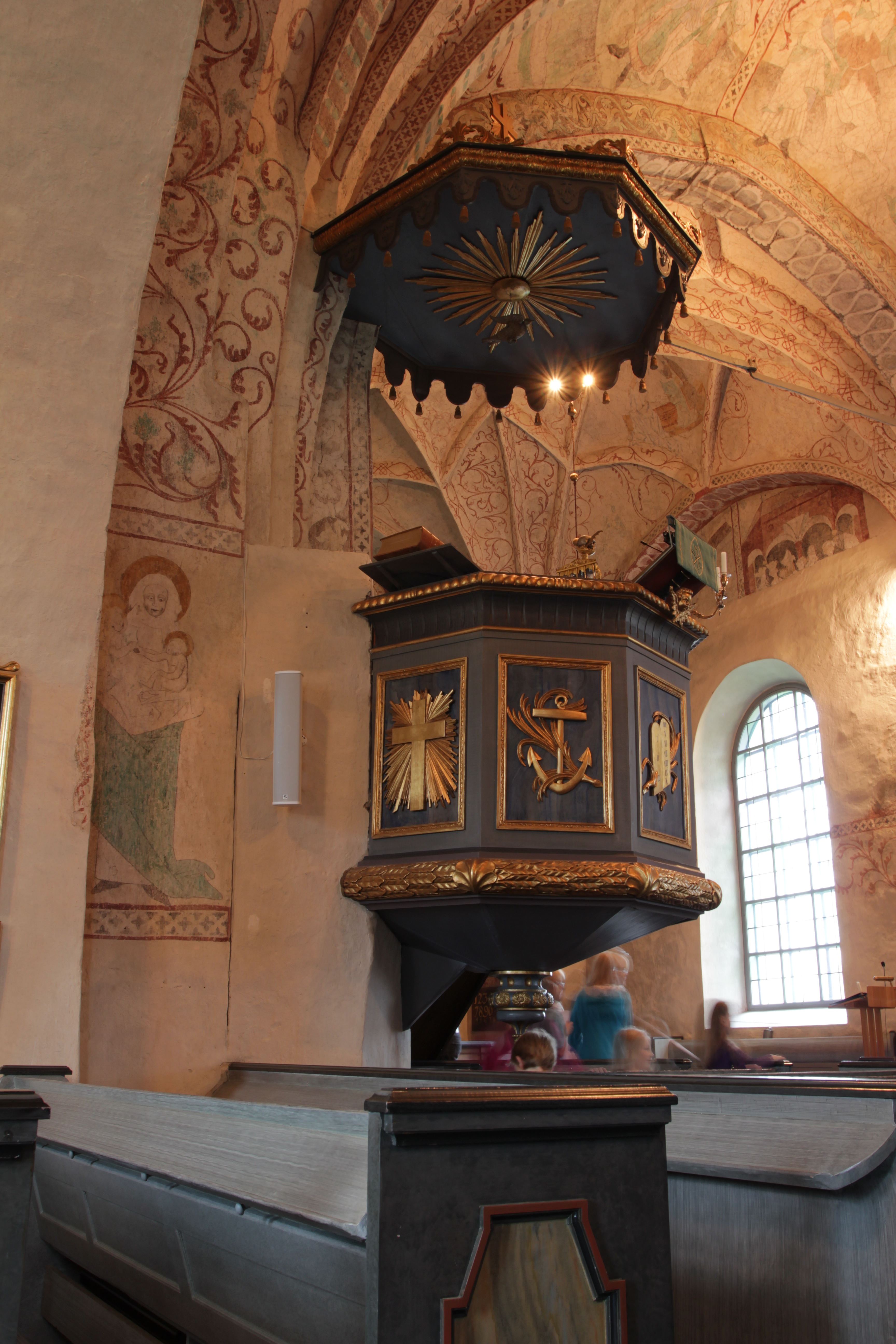
Predikstol
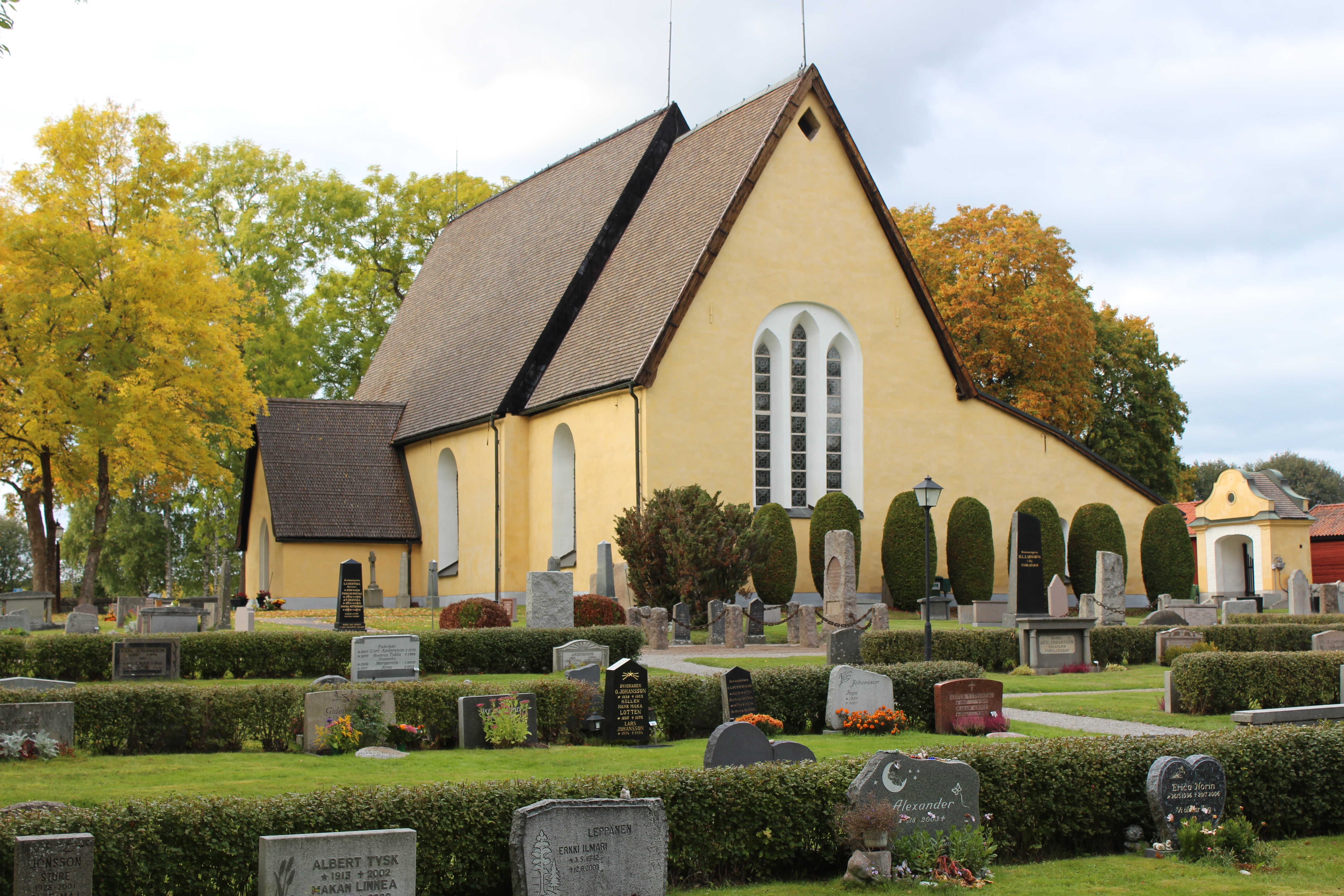
Kyrkan från sydost
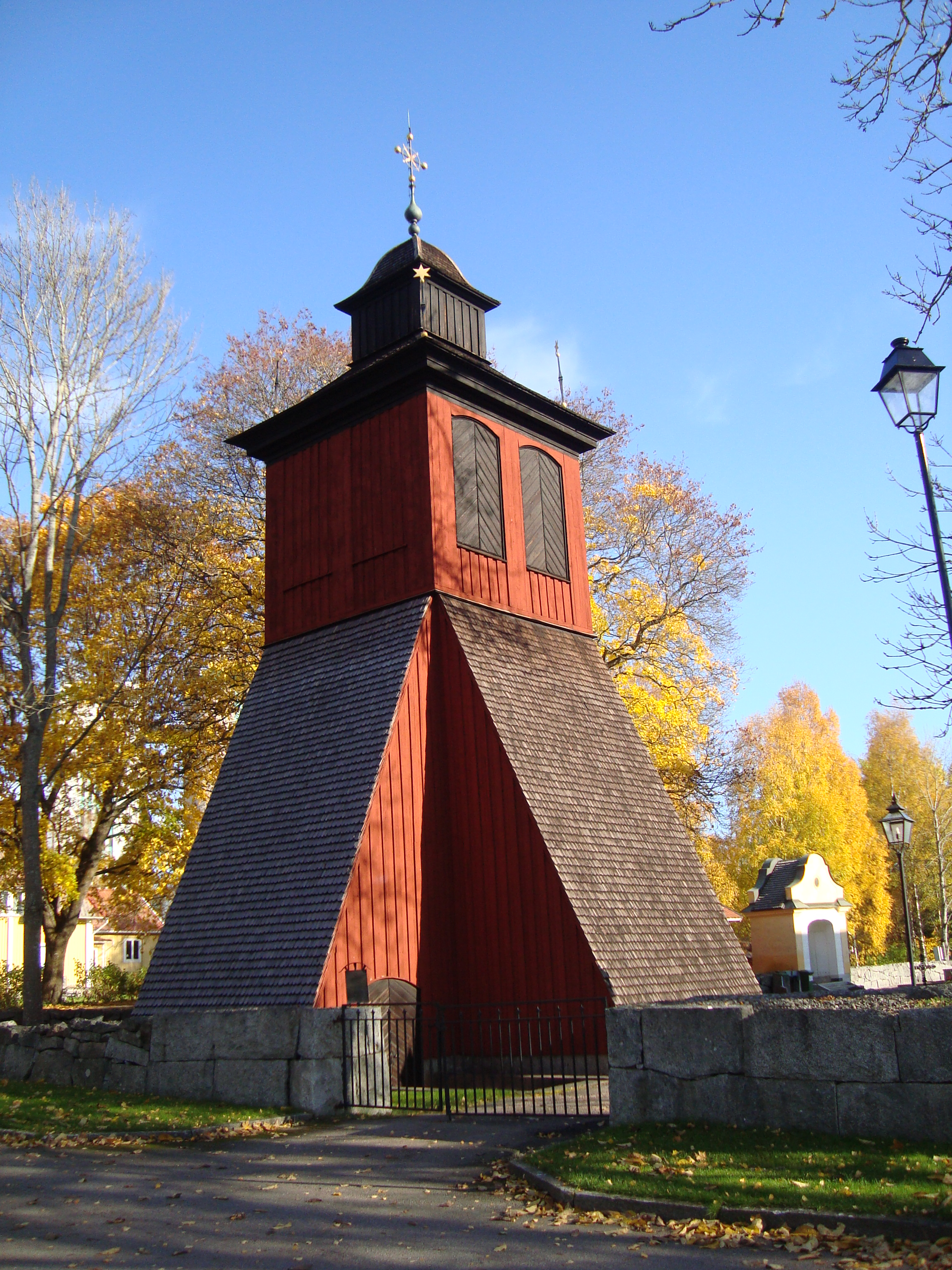
Klockstapel
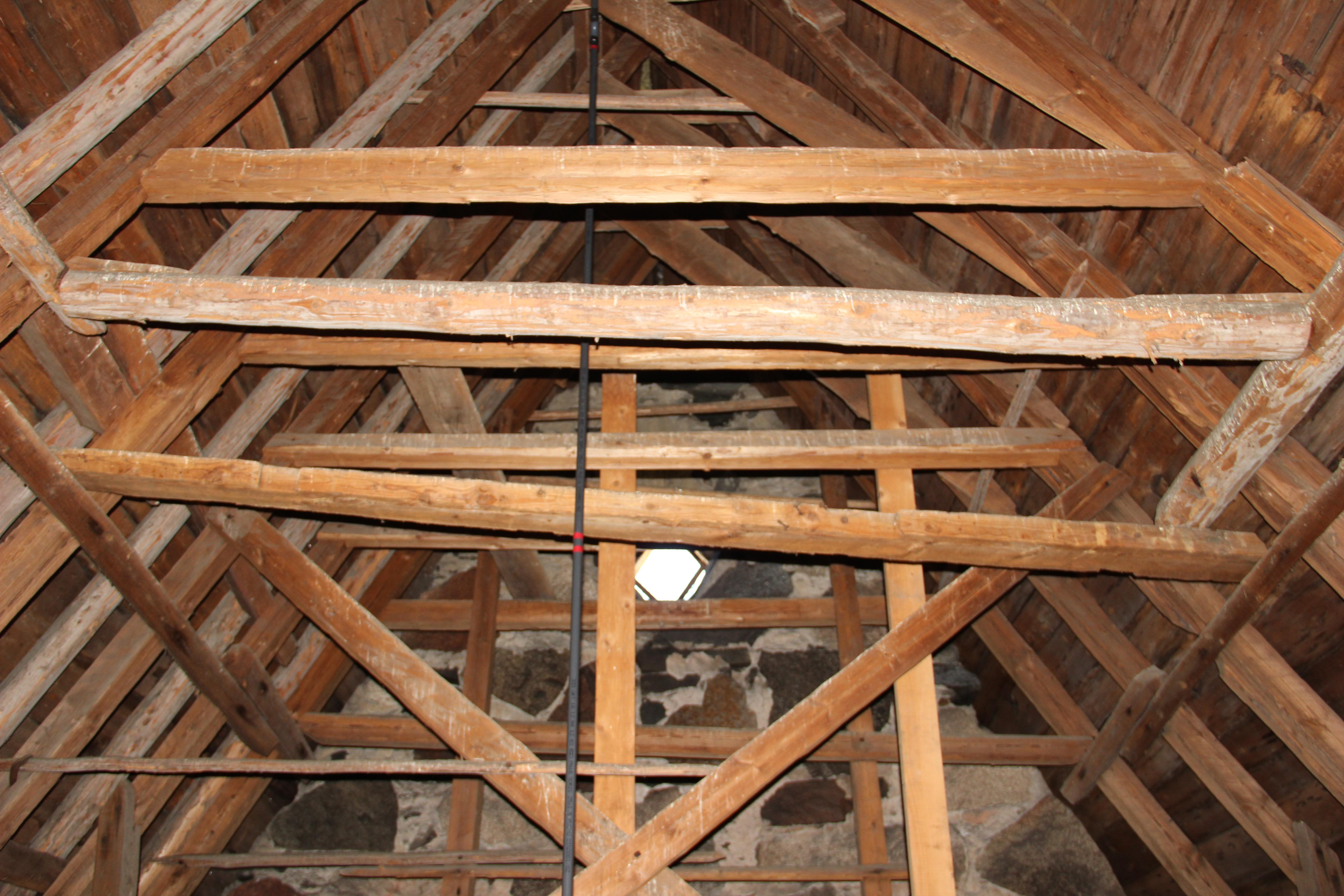
Del av kyrkans taklag.
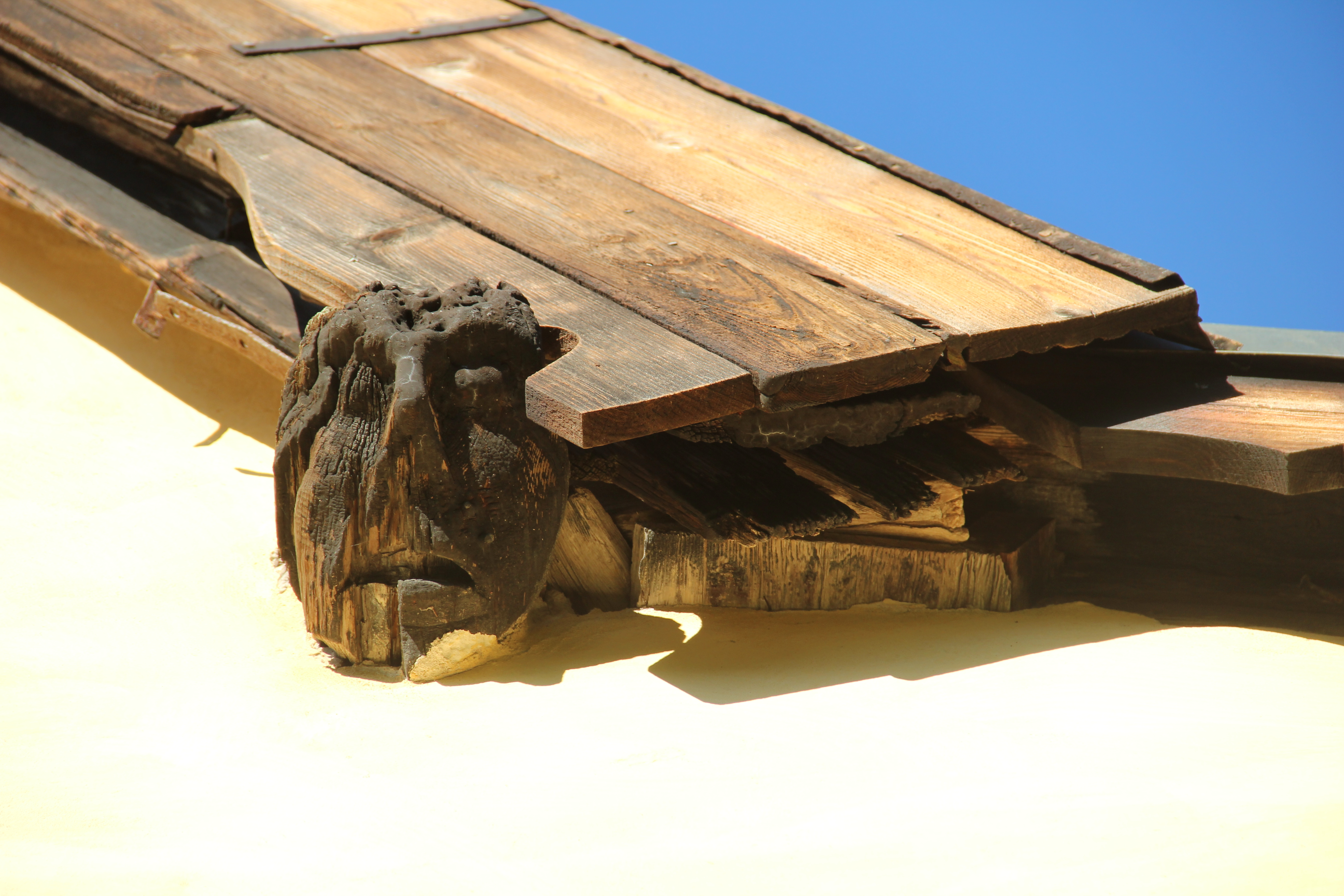
Figur i kyrkans exteriör
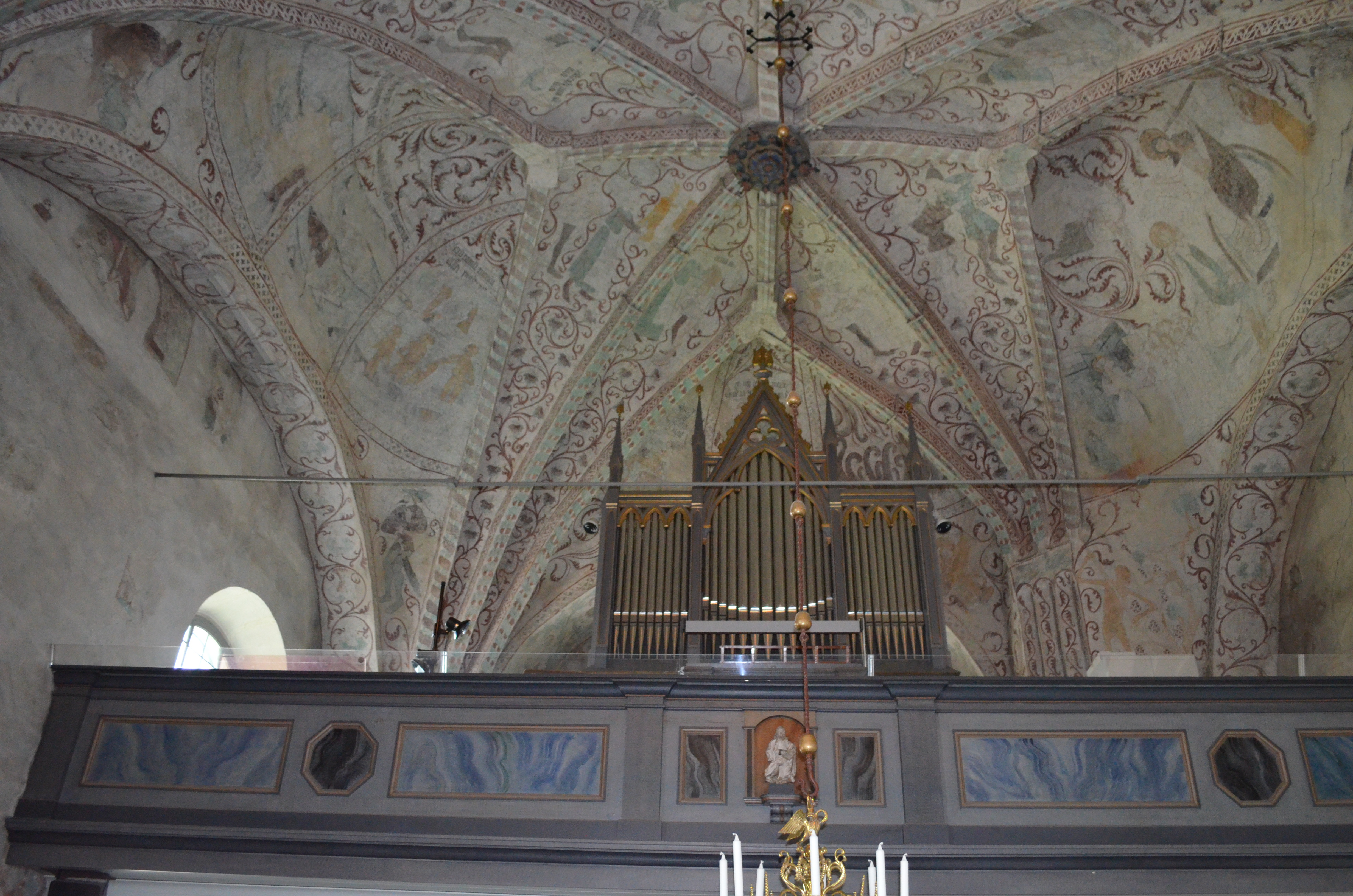
Sala sockenkyrkas orgelläktare
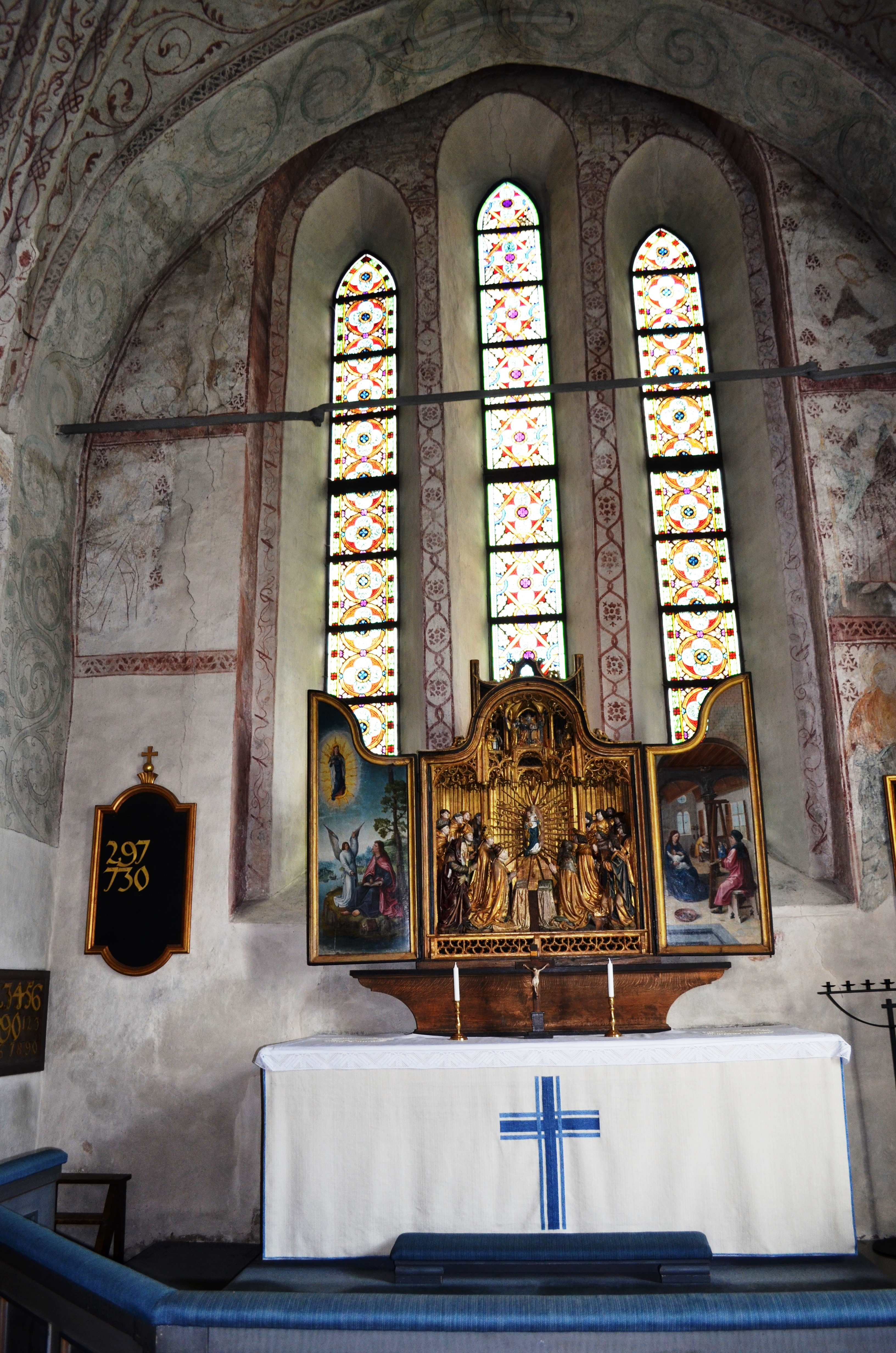
Sala sockenkyrkas altare
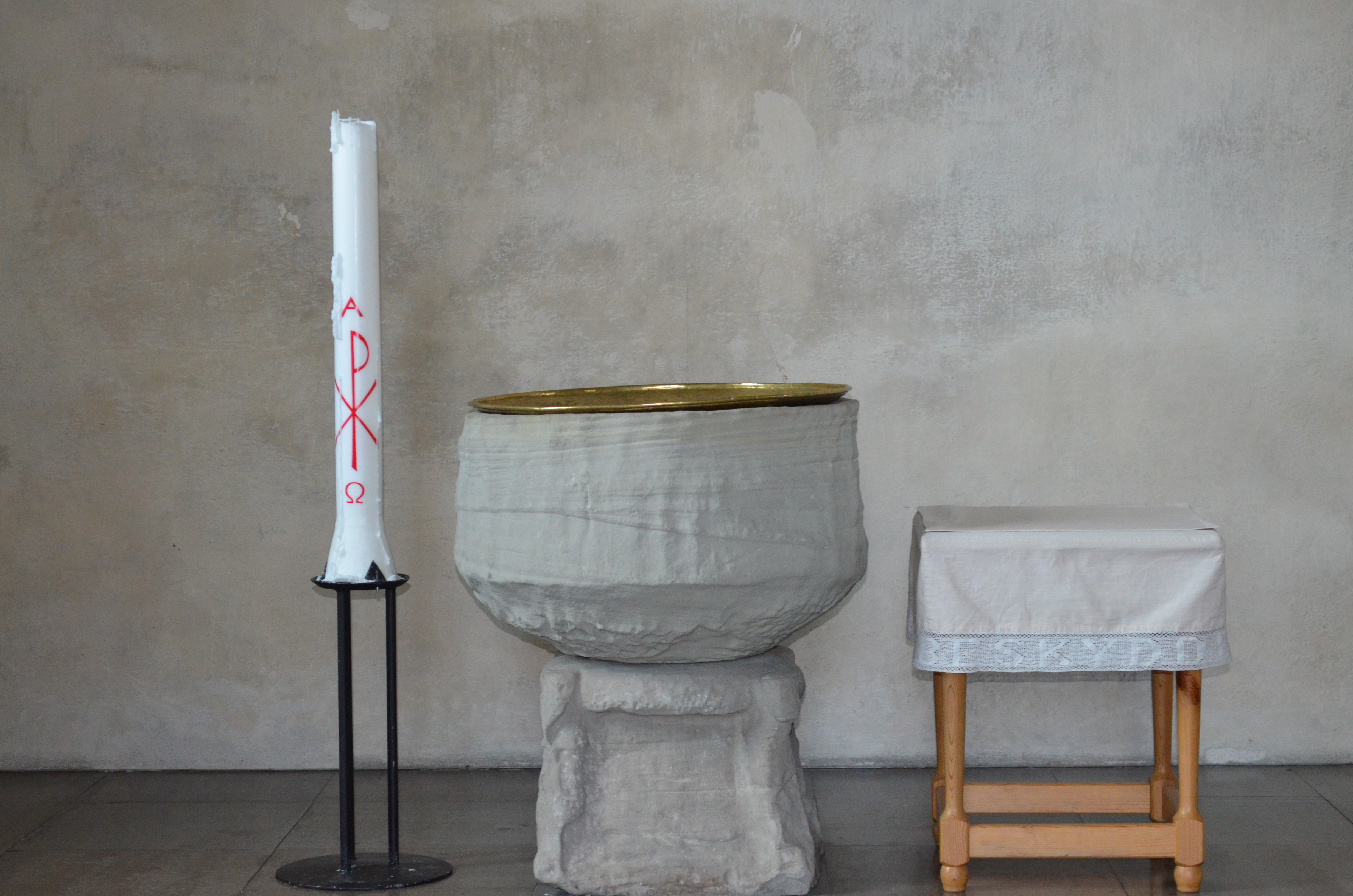
Sala sockenkyrkas dopfunt
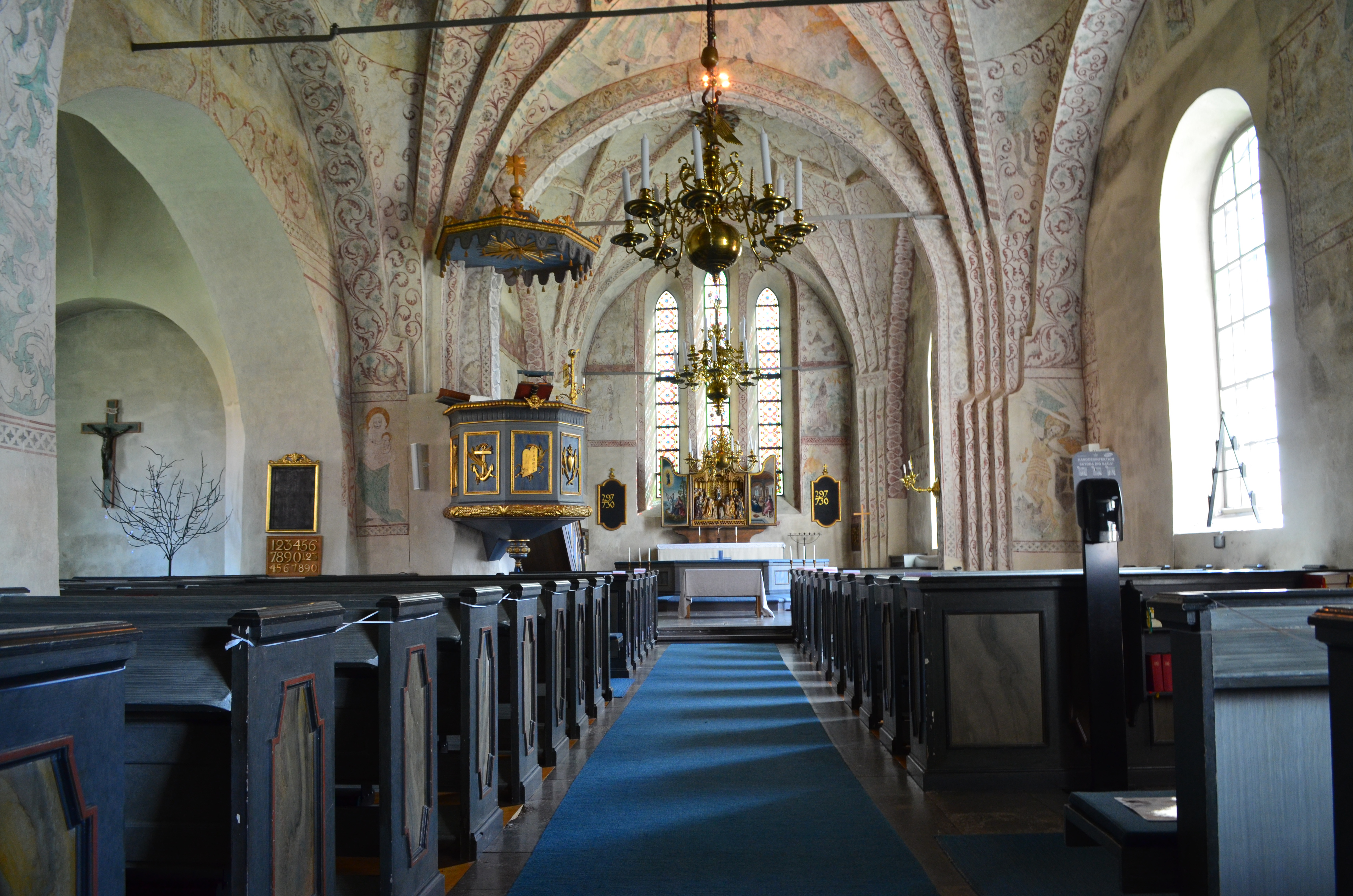
Sala sockenkyrkas kyrksal

### Webbkällor
- Kulturhistorisk karakteristik Sala sockenkyrka
- byggnadspresentation
- Turistinformation